# Besarta Leci
Besarta Leci (* 14. Oktober 1993 in Gerlingen) ist eine ehemalige kosovarische Fußballspielerin, die Nationalspielerin der kosovarischen Nationalmannschaft war.

## Karriere

### Vereine
Leci spielte in der Jugend zunächst für den TSV Köngen, bei dem sie ursprünglich als Feldspielerin begonnen hatte. Danach war sie beim TSV Wendlingen aktiv. Nachdem sie in die Jugendabteilung des TSV Weilheim gelangt war, debütierte sie dort in der Regionenliga. Für die SV Böblingen spielte sie zwischenzeitlich wieder als Stürmerin, bevor sie als Torhüterin zum TSV Weilheim zurückkehrte. Anschließend spielte sie für den Mehrspartensportverein TV Jebenhausen in der Landesliga.
Nach ihrem Wechsel zum VfL Sindelfingen bestritt sie in der Saison 2015/16 zwölf Punktspiele in der Gruppe Süd der seinerzeit zweigleisigen 2. Bundesliga. Zur Saison 2022/23 wechselte sie zum VfB Stuttgart in die viertklassige Oberliga Baden-Württemberg. Im Sommer 2025 beendete sie ihre aktive Karriere.

### Nationalmannschaft
Leci wurde vom FSHF zu zwei Lehrgängen und zu einem Freundschaftsspiel gegen die Nationalmannschaft Italiens eingeladen. Nach Anerkennung des Kosovarischen Fußballverbandes trat sie jedoch stattdessen für die kosovarische Nationalmannschaft an. Ihr A-Länderspieldebüt gab sie am 28. Februar 2018 in Alanya bei der 0:6-Niederlage gegen die B-Nationalmannschaft Frankreichs im Rahmen eines bis zum 6. März ausgetragenen Turniers in der Türkei.

## Sonstiges
Leci hat eine Ausbildung zur Sozialversicherungsfachangestellten abgeschlossen.